# Syntrichia intermedia
Syntrichia intermedia är en bladmossart som beskrevs av Bridel 1826. Syntrichia intermedia ingår i släktet skruvmossor, och familjen Pottiaceae. Inga underarter finns listade i Catalogue of Life.

## Bildgalleri

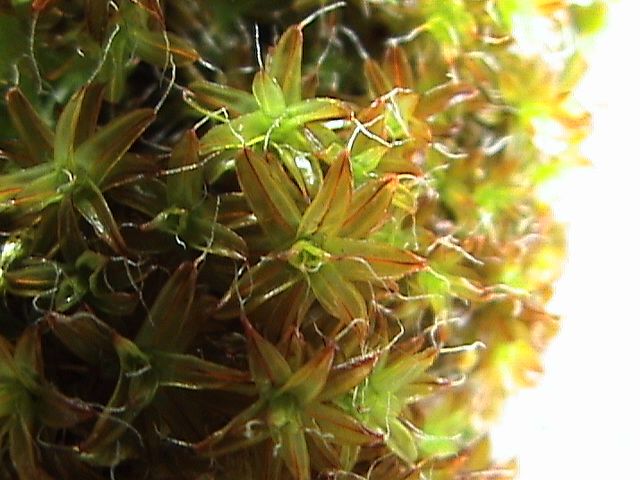
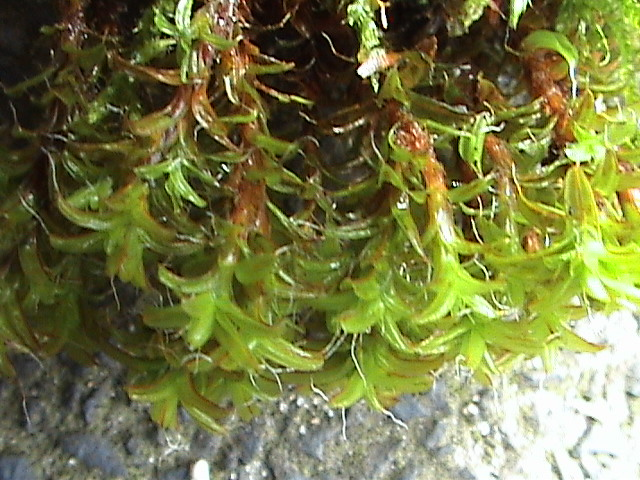
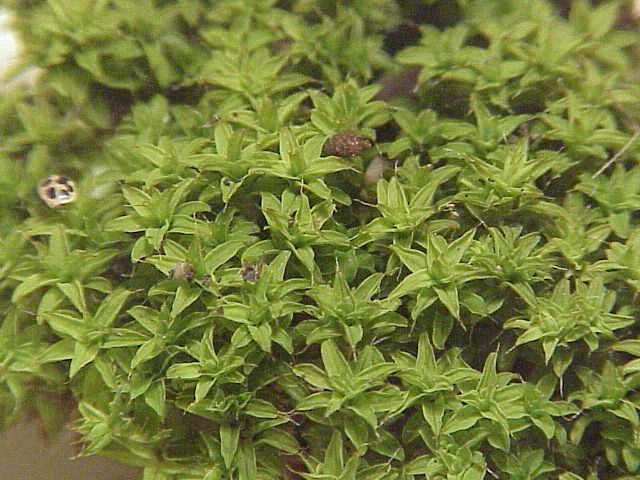
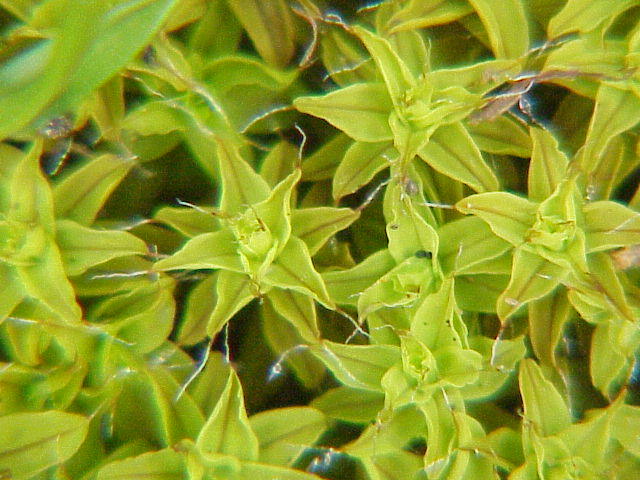
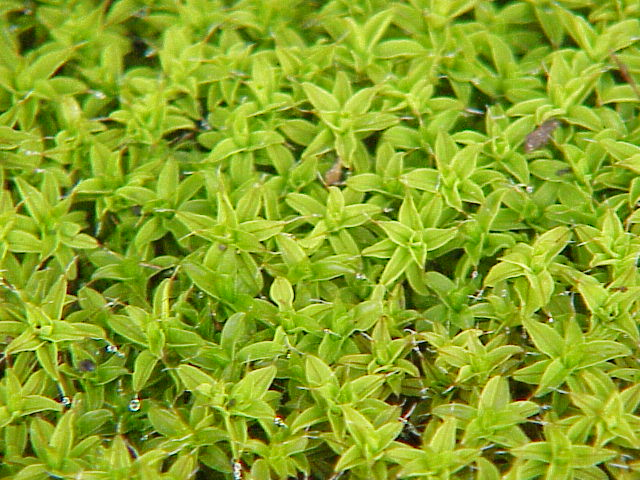
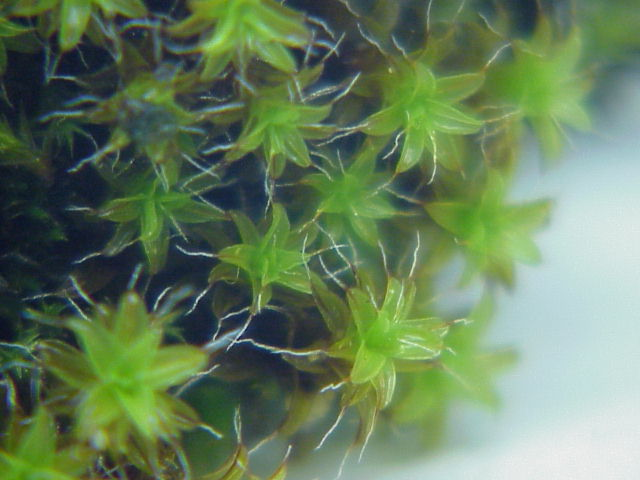